# كانبرا الدولية
كانبرا الدولية هي بطولة كرة مضرب خاصة بالسيدات كانت تقام في كانبرا. البطولة كانت ضمن بطولات رابطة محترفات التنس وكانت تقام على الملاعب الصلبة. أقيمت من سنة 2001 إلى سنة 2006.

## نهائيات الفردي
| السنة | البطلة                | الوصيفة             | النتيجة            |
| ----- | --------------------- | ------------------- | ------------------ |
| 2001  | جوستين هينين          | ساندرين تستو        | 6–2, 6–2           |
| 2002  | أنا سماشنوفا          | تامارين تاناسوجارن  | 7–5, 7–6(7–2)      |
| 2003  | ميغان شونيسي          | فرانسيسكا شيافوني   | 6–1, 6–1           |
| 2004  | باولا سوريس           | سيلفيا فارينا إيليا | 3–6, 6–4, 7–6(7–5) |
| 2005  | آنا ايفانوفيتش        | ميليندا كزينك       | 7–5, 6–1           |
| 2006  | أنابيل ميدينا غاريغيس | تشو يون جيونج       | 6–4, 0–6, 6–4      |